# Brent Hinds
Brent Hinds (ur. 14 stycznia 1974 w Pelham) – amerykański muzyk i kompozytor, znany przede wszystkim z występów w zespole metalu progresywnego Mastodon, którego członkiem pozostaje od 1999 roku. W 2012 roku wraz z gitarzystą Benem Weinmanem założył zespół Giraffe Tongue Orchestra, który współtworzą ponadto basista Pete Griffin, perkusista Thomas Pridgen oraz wokalista William DuVall. Od 2015 roku występuje także w zespole Legend of the Seagullmen. 
Używa gitar marki Gibson - modeli Flying V, SG i Les Paul, jak również modelu specjalnie dla niego wykonanego przez firmę Epiphone.
Hinds wychował się w Alabamie, początkowo grał na banjo. Wykształcił swój charakterystyczny styl przystosowując chwyty z banjo do gry na gitarze elektrycznej. Dorastał słuchając muzyki country, lecz potem zaczął słuchać zespołów takich jak  Neurosis i The Melvins. Brent wyznał także że jest wielkim fanem progresywnego i psychodelicznego rocka, szczególnie z lat siedemdziesiątych.

## Dyskografia
| Album                                        | Rok  | Uwagi                                            | Źródło |
| -------------------------------------------- | ---- | ------------------------------------------------ | ------ |
| Mouth Of The Architect – The Ties That Blind | 2006 | gościnnie śpiew w utworze "At Arms Length"       | [ 7 ]  |
| The Dillinger Escape Plan – Ire Works        | 2007 | gościnnie śpiew w utworze "Horse Hunter"         | [ 8 ]  |
| Zoroaster – Voice Of Saturn                  | 2009 | gościnnie gitara i śpiew w utworze "White Dwarf" | [ 9 ]  |
| Totimoshi – Avenger                          | 2011 | gościnnie w utworze "Waning Divine"              | [ 10 ] |

## Filmografia
| Tytuł        | Rok  | Rola          | Uwagi                                   | Źródło |
| ------------ | ---- | ------------- | --------------------------------------- | ------ |
| "Gra o tron" | 2015 | jako Wildling | serial telewizyjny, odc. pt. "Hardhome" | [ 11 ] |

## Nagrody i wyróżnienia
| Rok  | Kategoria | Tytułem     | Nagroda                         | Nota | Źródło |
| ---- | --------- | ----------- | ------------------------------- | ---- | ------ |
| 2007 | Shredder  | Brent Hinds | Metal Hammer Golden Gods Awards | Laur | [ 12 ] |